# QTECH
A QTECH é uma empresa russa especializada no desenvolvimento e fabricação de equipamentos de telecomunicação para operadoras baseados em diferentes tecnologias: xDSL, MetroEthernet, PON, Wi-Fi; equipamentos para oferecer acesso sem fio 3G, a construção de linhas de comunicação digital baseada em tecnologias PDH/SDH, e também digital sem fio.

## Presença no mundo

### Rússia
A QTECH participou e continua ativamente participando de projetos de modernização do setor de telecomunicações da Rússia, em particular no projeto nacional para garantir a população do país banda larga de qualidade. Assim, entre 2010 e 2011 a empresa forneceu sua solução de ponta a ponta ao acesso em filiais e escritórios regionais da Rostelecom e o grupo de empresas Svyazinvest. A receita da empresa na Rússia em 2024 foi de 24 milhões de euros.

### Brasil
Recentemente a Qtech entrou no mercado brasileiro, mais precisamente no ano de 2015. Devido ao grande crescimento do mercado de provedores de fibra óptica no Brasil a Qtech se estabeleceu no país homologando grande parte de seus produtos de soluções GPON na Anatel. Atualmente a empresa conta uma vários produtos homologados e assistência técnica dedicada no Brasil.